# Глендејл (Калифорнија)
Глендејл град је у америчкој савезној држави Калифорнија. По попису становништва из 2020. у њему је живело 196.543 становника.

## Демографија
Према попису становништва из 2010. у граду је живело 191.719 становника, што је 3.254 (1,7%) становника мање него 2000. године.
|                   | 2010.            | 2000.            |
| Укупно            | 191 719 (100,0%) | 194 973 (100,0%) |
| Белци             | 117 929 (61,51%) | 105 597 (54,16%) |
| Хиспаноамериканци | 33 414 (17,43%)  | 38 452 (19,72%)  |
| Азијати           | 31 434 (16,40%)  | 31 424 (16,12%)  |
| Остали            | 6 369 (3,322%)   | 17 032 (8,736%)  |
| Афроамериканци    | 2 573 (1,342%)   | 2 468 (1,266%)   |

## Партнерски градови
- Капан